# Silnice II/233
Silnice II/233 je silnice II. třídy, která vede z Rakovníka do Plzně. Je dlouhá 60,1 km. Prochází dvěma kraji a třemi okresy.

## Vedení silnice

### Středočeský kraj, okres Rakovník
- Rakovník (křiž. II/229)
- Pavlíkov (křiž. III/2331, III/2333, III/2334, III/2336)
- Panoší Újezd (křiž. III/22911, III/2337)
- Skupá (křiž. III/23310)
- Malé Slabce (křiž. III/23311)
- Slabce (křiž. II/201, III/23312, peáž s II/201)
- Modřejovice (křiž. III/2337)
- Kostelík

### Plzeňský kraj, okres Rokycany
- Zvíkovec (křiž. II/201, III/23313, III/23314)
- Chlum (křiž. II/235, III/23315)
- Prašný Újezd (křiž. III/23316)
- Skoupý
- Hlohovice (křiž. III/23317, III/23318, III/23319)
- Vejvanov (křiž. III/23320, III/23322)
- Chomle (křiž. III/23323)
- Radnice (křiž. II/234, III/23324, III/23214)
- Břasy (křiž. II/232, III/23212, peáž s II/232)
- Stupno
- Všenice
- Střapole
- Sedlecko (křiž. III/23325)
- Smědčice (křiž. III/2325)

### Plzeňský kraj, okres Plzeň-město
- Chrást (křiž. II/180, III/23326, peáž s II/180)
- Plzeň (křiž. I/26, II/231, III/18016)